# Опклада века (филм)
Опклада века (енгл. The Big Short) амерички је биографско драмски филм из 2015. године у режији Адама Макаја. Сценарио потписују Адам Макеј и Чарлс Рандолф на основу истоимене књиге из 2010. године аутора Мајкла Луиса, док су продуценти филма Бред Пит, Диди Гарднер, Џереми Клајнер и Арнон Милчан. Музику је компоновао Николас Брител
У филму је представљена ансамблска подела улога коју чине Кристијан Бејл, Стив Карел, Рајан Гозлинг и Бред Пит. Светска премијера филма је била одржана 11. децембра 2015. године у Сједињеним Америчким Државама.
Буџет филма је износио 50 000 000 долара, а зарада од филма је износила 133 400 000 долара. 
14. јануара 2016. године филм Опклада века је добио номинације за пет Оскара укључујући номинације за најбољи филм, најбољу режију (Адам Макај) и најбољег глумца у споредној улози (Кристијан Бејл).

## Радња
Филм се састоји од три одвојене, али истовремено усаглашене приче, лабаво повезане њиховим деловањем у годинама које су довеле до краха стамбеног тржишта 2007. године.

### Мајкл Бери
Године 2005, ексцентрични менаџер хеџ фонда Мајкл Бери је открио да је тржиште некретнина Сједињених Држава, засновано на високо ризичним другоразредним позајмицама, крајње нестабилно. Предвиђајући колапс тржишта у другом тромесечју 2007. године, како ће каматне стопе расти из хипотека са подесивом стопом, он предлаже стварање тржишта размене кредитних неизвршења, што ће му омогућити да се клади против или да учини „кратким” тржишта хипотекарних хартија од вредности, за профит.
Његову дугорочну опкладу, већу од милијарду долара, прихватају велике инвестиционе и комерцијалне банке, али захтевају плаћање значајних месечних премија. То подстиче његовог главног клијента, Лоренса Филдса, да га оптужи за „расипање” капитала, док многи његови клијенти траже да прекине и прода, али Бери одбија. Под притиском, Бери на крају ограничава повлачење новца, љутећи инвеститоре, а Лоренс покреће тужбу против њега. На крају се тржиште урушава, а вредност његовог фонда повећава се за 489% са укупном добити (чак дозвољавајући и масовне премије) од преко 2,69 милијарди долара, од чега сам Лоренс добија 489 милиона долара.

### ФронтПоинт Партнерс
Џаред Венет (заснован на Грегу Липману), извршни директор задужен за глобалну трговину хартијама од вредности подржане имовином из Дојче банке, један је од првих који је разумео Беријеву анализу, сазнавши за њу од једног од банкара који је Берију продао размене кредитних неизвршења. Користећи свог квантитативног анализатора како би потврдио да је Бери највероватније у праву, он одлучује да уђе на тржиште зарађујући накнаду од продаје размена фирмама које ће профитирати када основне обвезнице пропадну. Он грешком позива хеџ фонд ФронтПоинт Партнерс, што буди пажњу њиховог менаџера Марк Баума (заснован на Стиву Ајзмену), који је мотивисан да купује размене од Венета због сопственог лошег мишљења о моралу банака и њиховим пословним моделима. Венет објашњава да ће паковање другоразредних зајмова у колатерализоване дужничке обавезе (ЦДО) са рејтингом ААА гарантовати њихов коначни колапс.
Спроводећи теренску истрагу на југу Флориде, тим ФронтПоинта открива да хипотекарни брокери профитирају продајом својих хипотекарних послова банкама са Вол стрита, које плаћају веће марже за ризичније хипотеке, тако стварајући балон. Ово сазнање подстиче ФронтПоинтов тим да купује размене од Венета.
Почетком 2007. године, када ови зајмови почињу да постају неисплаћени, цене ЦДО-а некако расту, а агенције за рејтинг одбијају да смање рејтинг обвезница. Баум открива сукобе интереса и непоштење међу агенцијама за кредитни рејтинг од своје познанице из компаније Стандард и Пурс. Венет позива тим на Амерички форум за секјуритизацију у Лас Вегасу, где Баум од менаџера ЦДО-а сазнаје да је тржиште осигурања хипотекарних обвезница, укључујући „синтетичке ЦДО” који су опкладе у корист неисправних хипотекарних обвезница, знатно веће од тржишта за хипотекарне зајмове, што ужаснутог Баума натера да схвати да ће доћи до слома целокупне светске економије.
Како другоразредне обвезнице настављају да падају, Баум сазнаје да је компанија Морган Стенли, под чијим окриљем ФронтПоинт послује, такође заузела кратке позиције против хипотекарних деривата. Међутим, да би надокнадила ризик и месечне премије, купила је хипотекарне деривате са већим рејтингом. Сада када и њихова вредност пропада, Морган Стенли се суочава са озбиљним проблемима са ликвидношћу. Упркос великом притиску свог особља да продају своју позиције пре него што Морган Стенли пропадне, Баум одбија да их прода све док се економија не нађе на рубу колапса, зарађујући преко својих размена више од милијарду долара. Упркос томе, Баум говори да банке, као и влада, неће признати шта је довело до колапса економије, већ ће уместо тога кривити „имигранте и сиромашне људе”.

### Браунфилд Капитал
Млади инвеститори Чарли Гелер и Џејми Шипли случајно откривају Венетову маркетиншку презентацију на сточићу у предворју велике инвестиционе банке (ликови се обраћају публици изјављујући да су у стварности за Венетов план чули од пријатеља и породице), што их убеђује да улажу у размене, јер то одговара њиховој стратегији куповине јефтиног осигурања са великим потенцијалним исплатама. Пошто немају довољно велики капитал за трговину путем ИСДА-е потребан за улазак попут Берија и Баума, они траже помоћ пензионисаног трговца хартијама од вредности Бен Рикерта. Када вредности обвезница и ЦДО порасту упркос њиховом неисплаћивању, Гелер сумња у банке да су починиле превару. Трио такође посећује Амерички форум за секјуритизацију, где сазнају да америчка Комисија за хартије од вредности нема прописе за праћење активности хипотекарних хартија од вредности. Они успешно остварују чак већу профитну маржу од Берија и Баума, чинећи кратким хипотекарне хартије од вредности са рејтингом АА, пошто су оне сматране веома стабилним и пошто имају много већи однос исплате.
Касније, како се број неисплаћивања повећава, вредност ЦДО-а и хипотекарних обвезница се не мења и они схватају да банке и агенције за рејтинг одржавају вредност својих ЦДО-а како би их продали и начинили кратким пре неизбежног краха. Престрављени, они покушавају да упозоре новинаре о предстојећој катастрофи и раширеној превари, али писац Вол стрит журнала излаже свој лични сукоб интереса и не жели да га објави како не би угрозио сопствене односе са инвестиционим банкама са Вол стрита. Како тржиште почиње да пропада, Бен, на одмору у Енглеској, продаје њихове размене. На крају, они своју инвестицију од 30 милиона долара претварају у 80 милиона долара, али њихова вера у систем је сломљена када им Бен каже о тешким последицама по ширу јавност.

### Епилог
Џаред Венет прима бонус чек од 47 милиона долара за продају размена. Марк Баум постаје милостивији због финансијских последица и његови запослени настављају да управља својим фондом. Чарли Гелер и Џејми Шипли крећу различитим путевима, након што су безуспешно покушали да туже агенције за рејтинг, при чему се Чарли преселио у Шарлот да заснује породицу, а Џејми и даље води фонд. Бен Рикерт се враћа у своју мирну пензију. Мајкл Бери затвара свој фонд након јавних реакција и вишеструких ревизија ИРС-а, сада улажући само у воду.
Запослени у банкама одговорни за кризу избегавају било какве последице због својих поступака, уз изузетак једног трговца. Напомиње се да од 2015. године банке поново продају ЦДО под новим називом: „Договорене могућности транше”.

## Улоге
| Глумац            | Улога         |
| ----------------- | ------------- |
| Кристијан Бејл    | Мајкл Бери    |
| Стив Карел        | Марк Баум     |
| Рајан Гозлинг     | Џаред Венет   |
| Бред Пит          | Бен Рикерт    |
| Мелиса Лио        | Џорџија Хејл  |
| Хејмиш Линклејтер | Портер Колинс |
| Џон Магаро        | Чарли Гелер   |
| Рејф Спол         | Дени Мозиз    |
| Џереми Стронг     | Вини Данијел  |
| Мариса Томеј      | Синтија Баум  |
| Фин Витрок        | Џејми Шипли   |